# Raphaël Chukwu Uwechue
Raphaël Chukwu Uwechue (* 13. Mai 1935 in Ogwashi-Uku Delta (Bundesstaat); † 13. März 2014 in Abuja, häufig als Ralph Uwechue abgekürzt) war ein nigerianischer Diplomat, Leiter des African Today Verlages und Politiker. Bis 2010 war er Generalvorsitzender des Ogwashi-Ukwu Ethno-Vereins und durfte den traditionellen Titel Ogwuluzame führen.

## Werdegang
Uwechue besuchte von 1949 bis 1954 das Rimini College in Kaduna (Nigeria), welches er mit einem Stipendium abschloss, wo er die folgenden 18 Monate als Lehrer beschäftigt wurde. An der University of Ibadan schloss er 1960 Geschichte mit einem BA (Hons) ab. Von 1963 bis 1964 wurde er in Völkerrecht und Französisch am Hochschulinstitut für internationale Studien und Entwicklung in Genf diplomiert. Seine Frau Autusta Ogwu heiratete er 1960 und hatte fünf Kinder. In den auswärtigen Dienst trat er 1960 und wurde in Kamerun, Pakistan und Mali beschäftigt.
1966 eröffnete er die nigerianische Botschaft in Paris als erster Gesandter. Vom 6. Juli 1967 bis 15. Januar 1970 während des Biafra-Krieg fungierte er als quasi Botschafter Biafras in Frankreich. An der École pratique des hautes études. war er von 1970 bis 1975 Doktorand der Politikwissenschaft. In den Ruhestand wurde er 1970 versetzt und gründet und leitete Verlage.
Er war der Gründer und Chefredakteur der "Know Africa" Bücher, die in Französisch und Englisch veröffentlicht wurden. Er war auch der Verleger von "Africa Who's Who" und "Makers of Modern Africa". Von 13. Mai 2003 bis 4. April 2004 die leitete er die United Nations Mission in Côte d'Ivoire.

## Veröffentlichungen als Verleger
- Africa Who’s Who.[7]
- Makers of Modern Africa
- Africa Today

## Veröffentlichungen als Autor
- Afrika ohne Bürgerkrieg : Was die blutige Auseinandersetzung in Nigeria lehrt, Düsseldorf ; Wien : Econ-Verlag 1969